# ایستگاه راه‌آهن آنکارا
ایستگاه راه‌آهن آنکارا (ترکی استانبولی: Ankara Garı) ایستگاه اصلی راه‌آهن در شهر آنکارا، ترکیه است.
این ایستگاه که در سال ۱۸۹۲ تاسیس شده به راه‌آهن سراسری ترکیه متصل است.

## نگارخانه

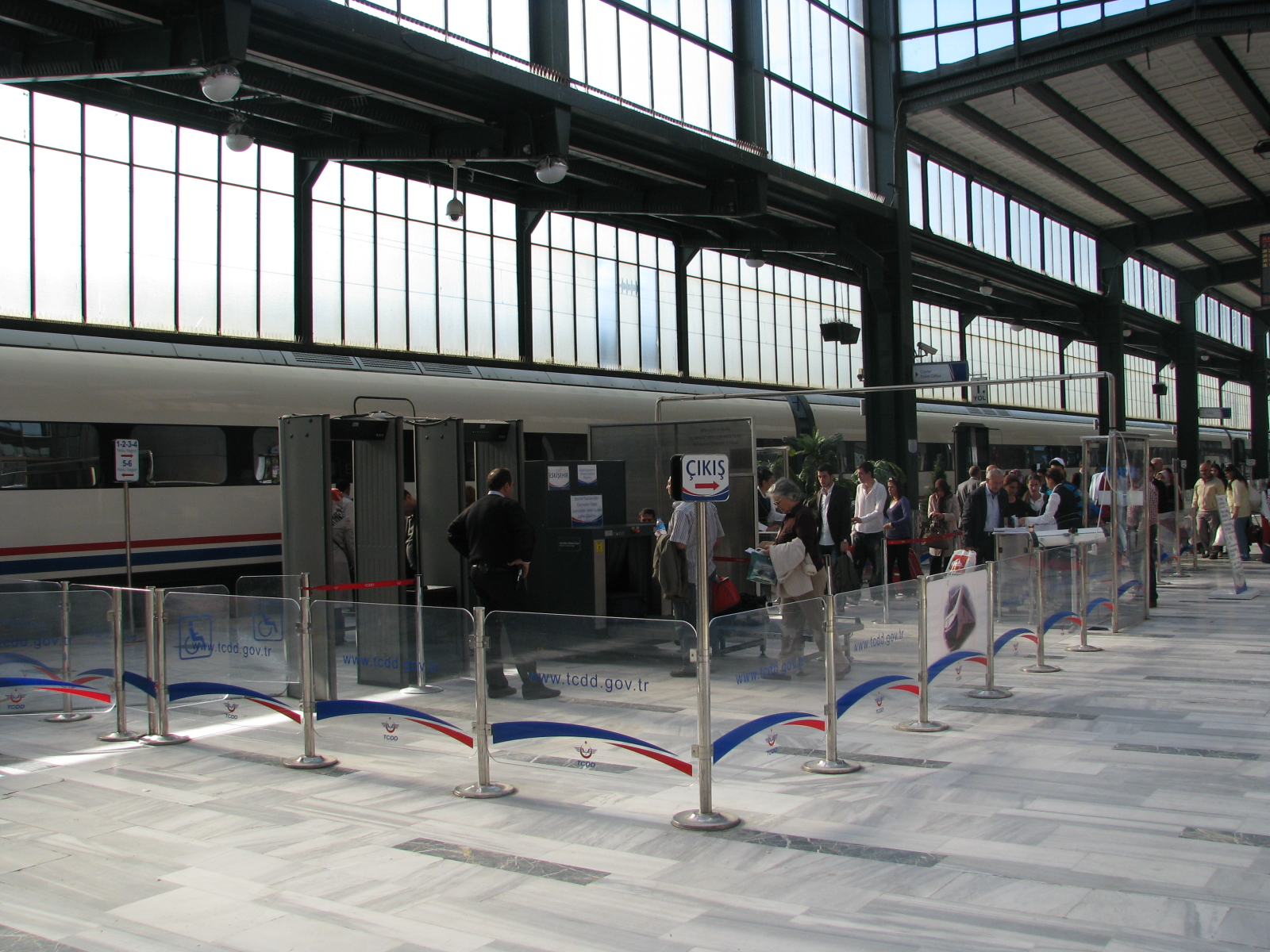
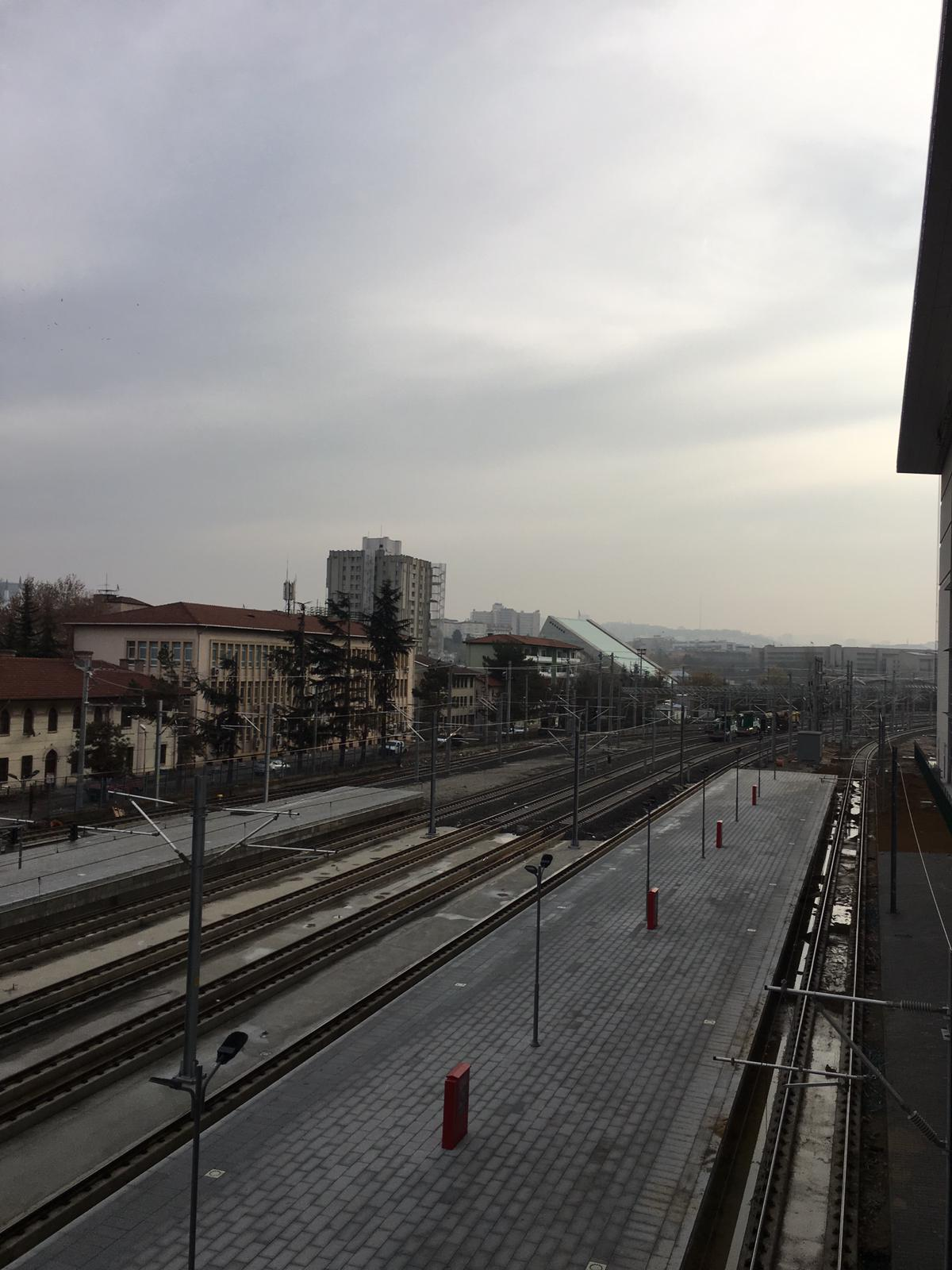
Looking east at the platforms.
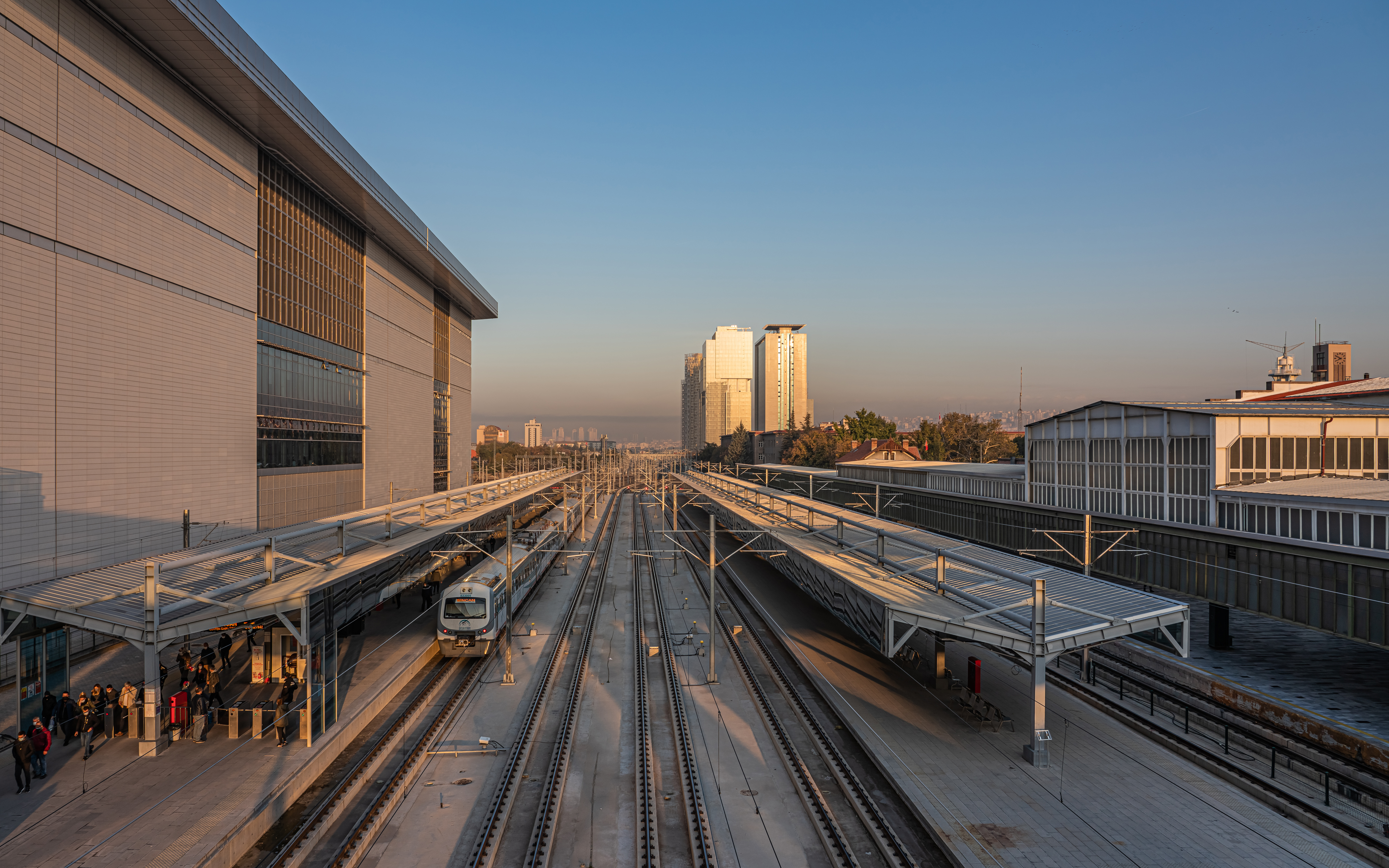
Looking west at the platforms.
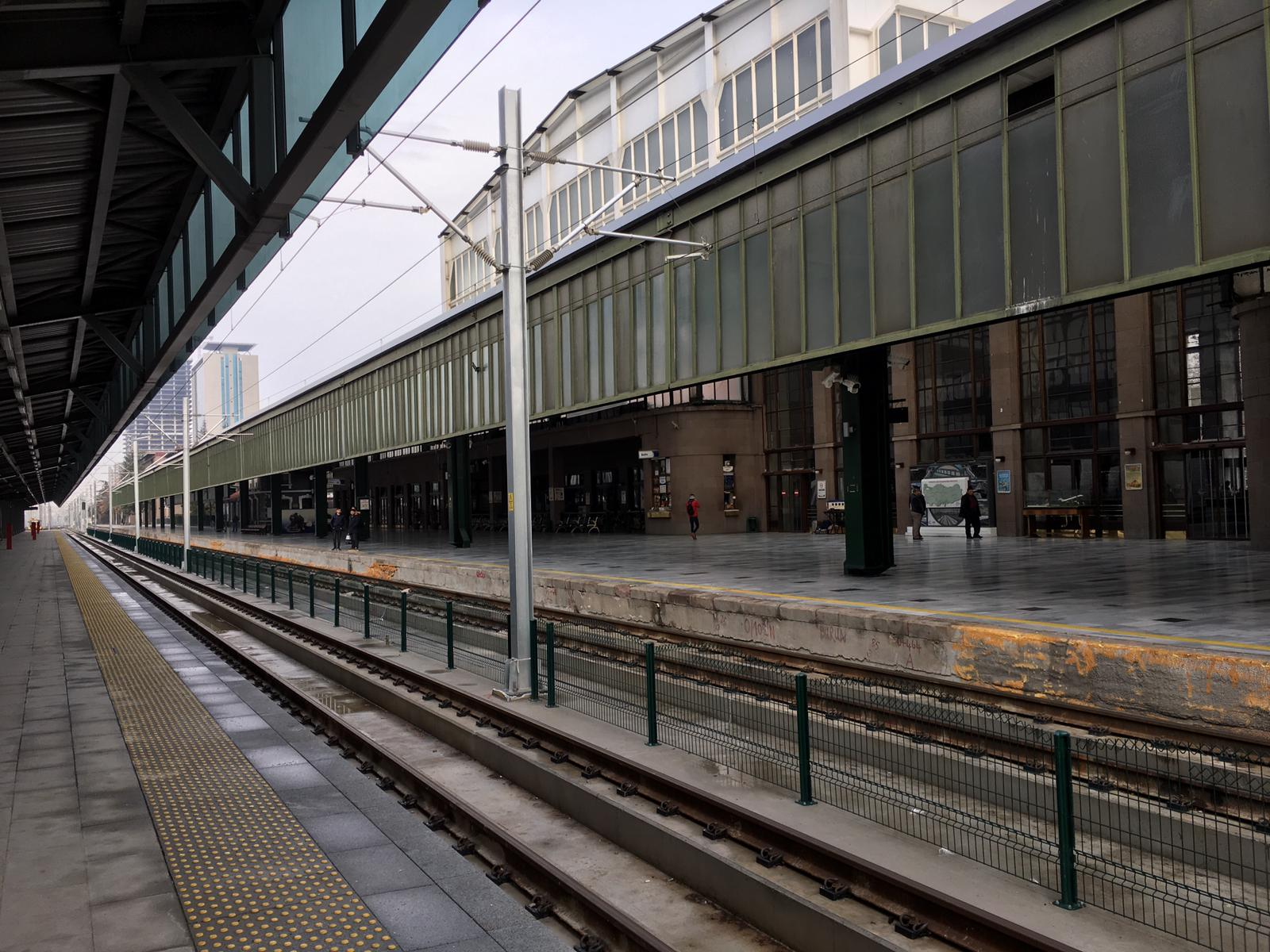
View of the Art Deco building trackside.